# Veliko Brdo
Veliko Brdo je naselje v Občini Ilirska Bistrica.